# Driscoll (cratère)
Driscoll est un cratère d'impact présent sur la surface de Mercure.
Le cratère fut ainsi nommé par l'Union astronomique internationale en 2015 en hommage à l'artiste américaine Clara Driscoll. 
Son diamètre est de 30 km. Il se situe dans le quadrangle de Victoria (quadrangle H-2) de Mercure.